# Ørjan
Ørjan est un prénom masculin scandinave, variante norvégienne du prénom suédois Örjan. 
Le prénom Ørjan est à l'origine du patronyme dano-norvégien Ørjansen, signifiant « Fils d'Ørjan ». 

## Personnalités portant ce prénom
- Ørjan Berg (né en 1968), footballeur norvégien ;
- Ørjan Johannessen (né en 1985), chef cuisinier norvégien ;
- Ørjan Nyland (né en 1990), footballeur norvégien.

- Pour l'ensemble des articles sur les personnes portant ce prénom, consulter :
  - la liste des articles dont le titre commence par ce prénom
  - les listes produites par Wikidata : Liste des personnes de prénom « Ørjan » — même liste en incluant les éventuels prénoms composés qui contiennent « Ørjan ».